# Фолс-Бей (острів Лівінгстон)

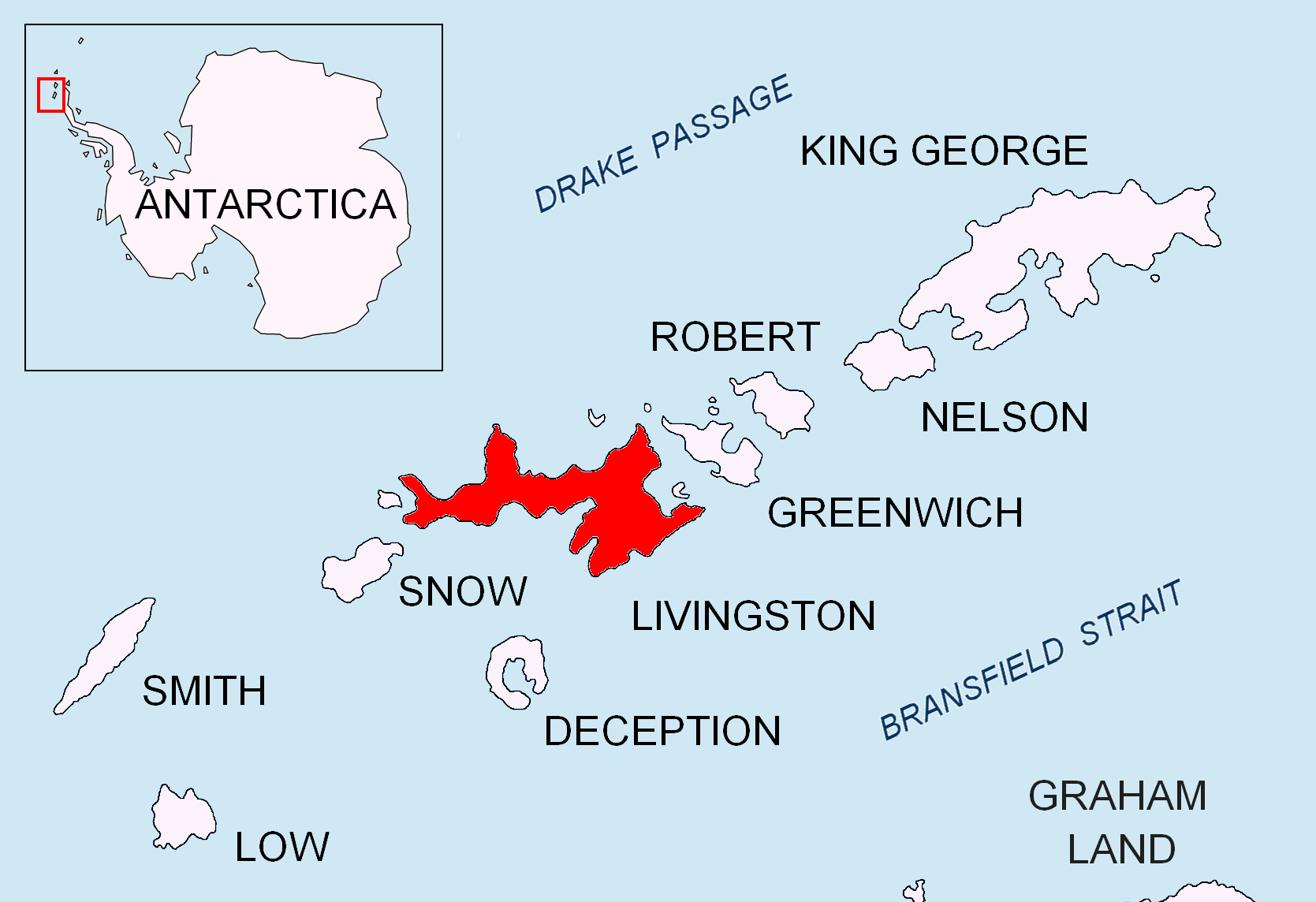
Розташування острова Лівінгстон у Південних Шетландських островах

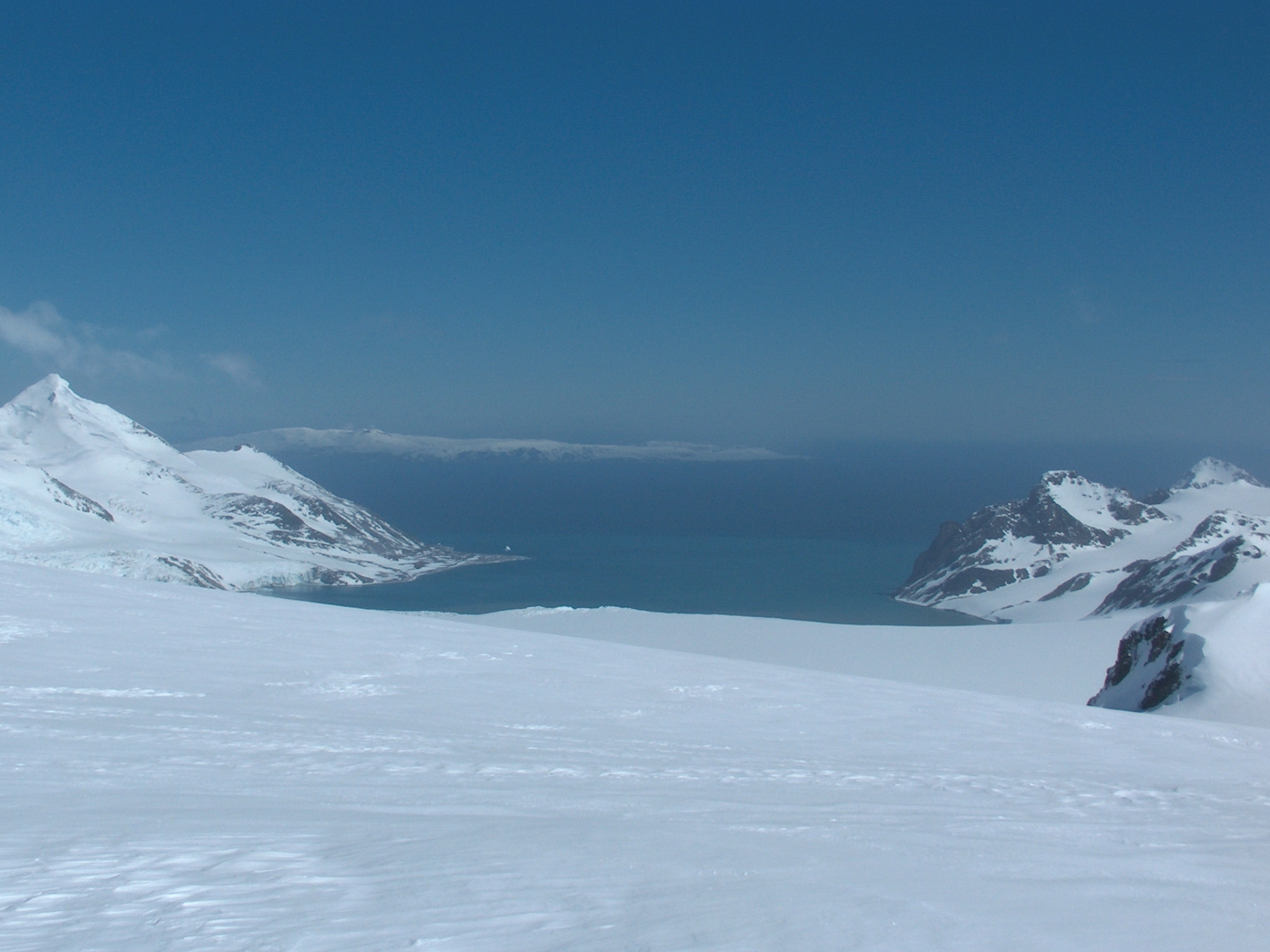
Фолс-Бей від воріт Орфея з островом Десепшен на задньому плані

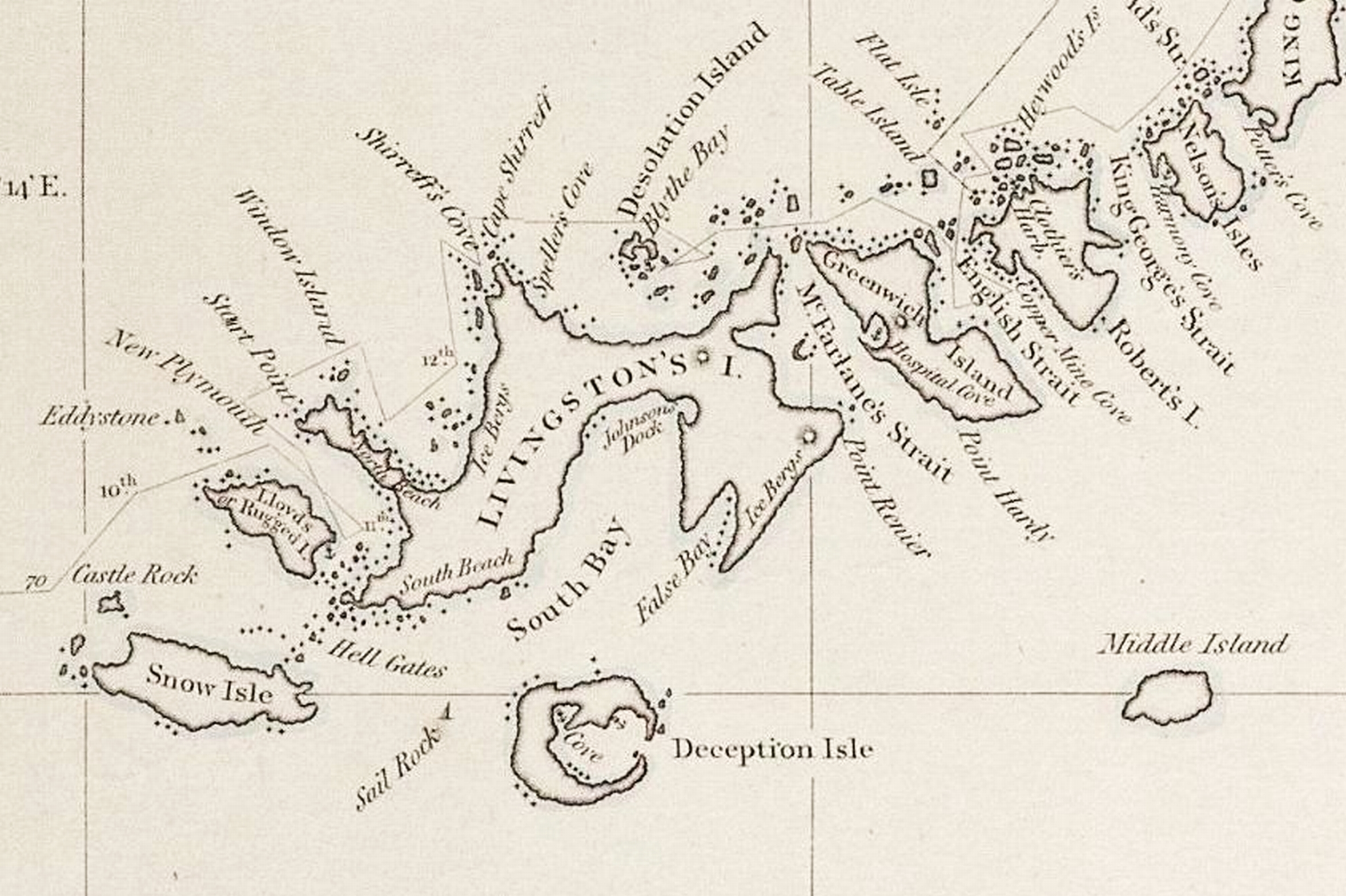
Фрагмент карти Південних Шетландських і Південних Оркнейських островів Джорджа Пауелла 1822 року із зображенням Південної затоки

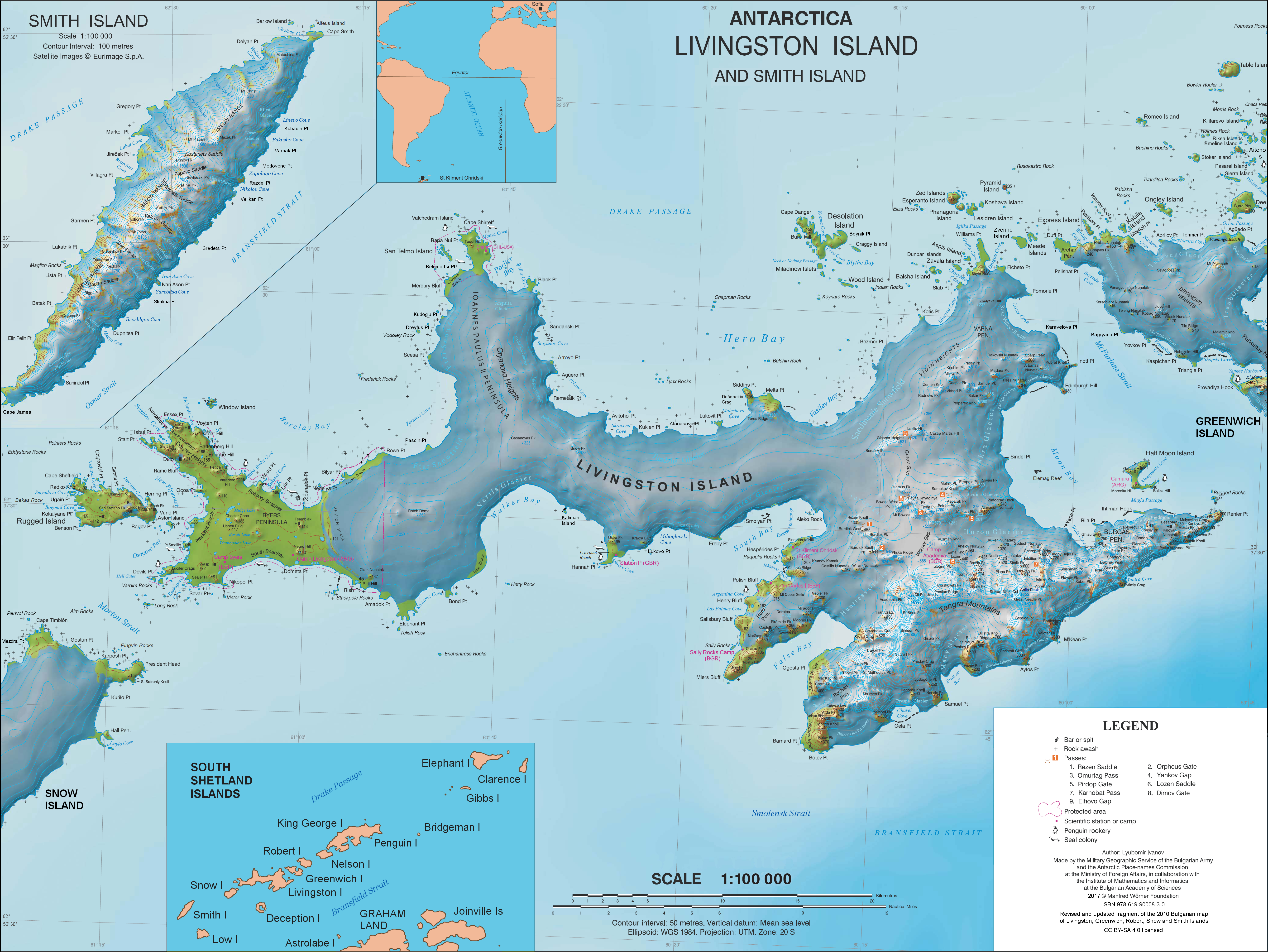
Топографічна карта острова Лівінгстон

Фолс-Бей (62°43′ пд. ш. 60°22′ зх. д. / 62.717° пд. ш. 60.367° зх. д.) -  це затока завдовжки 6,4 км, яка лежить між Барнард-Пойнт і Міерс-Блафф на південній стороні острова Лівінгстон, у Південних Шетландських островах, Антарктида. Льодовики Hurd Ice Cap, Huntress, Ruen Icefall, Peshtera і Charity живлять затоку.
Імовірно, в листопаді 1820 року капітан Натаніель Палмер вперше ввійшов у затоку та закартував її, і, ймовірно, вона була названа через можливість сплутати цей об’єкт із сусідньою Південною затокою, де Док Джонсонс часто відвідували перші морські промисли.

## Карти
- Карта Південних Шетландських островів, включаючи острів Коронейшн тощо. з дослідження шлюпа Dove у 1821 та 1822 роках Джорджем Пауелом, командиром того самого. Масштаб бл. 1:200000. Лондон: Laurie, 1822
- Південні Шетландські острови. Топографічна карта масштабу 1:200000 № 5657. DOS 610 – W 62 60. Толворт, Велика Британія, 1968 рік.
- Острів Лівінгстон і Десепсьон. Топографічна карта масштабу 1:100000. Мадрид: Servicio Geográfico del Ejército, 1991.
- Л. Л. Іванова. Антарктида: острів Лівінгстон і острови Грінвіч, Роберт, Сноу і Сміт . Топографічна карта масштабу 1:120000. Троян: Фонд Манфреда Вернера, 2009.
- Антарктична цифрова база даних (ADD). Топографічна карта Антарктиди масштабу 1:250000. Науковий комітет з антарктичних досліджень (SCAR). З 1993 року регулярно модернізується і оновлюється.
- Л. Л. Іванова. Антарктида: острів Лівінгстон і острів Сміт . Топографічна карта масштабу 1:100000. Фонд Манфреда Вернера, 2017.ISBN 978-619-90008-3-0

## Дивіться також
- Бухта Буена Нуева